# Knap of Howar

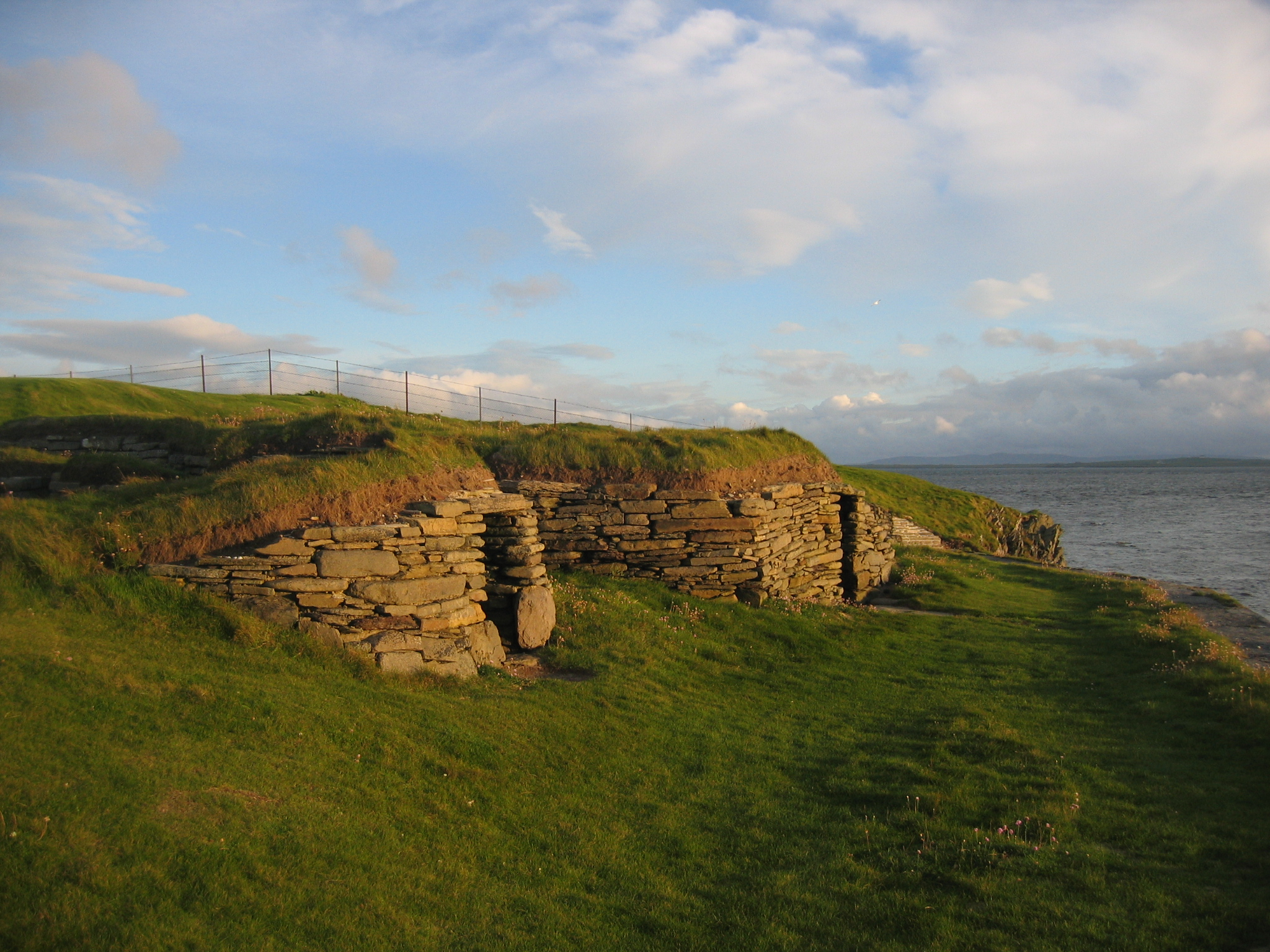
Knap of Howar

Die Knap of Howar auf Papa Westray, einer Insel der Orkney, sind zwei jungsteinzeitliche Gebäude an der Westküste der Insel. Der Platz datiert zwischen 3.700 und 3.100 v. Chr.

## Grabungen
Das lange unter einer Düne begrabene Denkmal wurde 1929 von William Traill und William Kirkness entdeckt und ab 1930 ausgegraben. Die Ausgrabung wurde in einem Stummfilm dokumentiert, der im Archiv der BBC liegt. Man hielt die Anlage damals für eisenzeitlich. Im Jahre 1937 wurde eine Mauer gebaut, um die Stelle vor weiterer Erosion durch das Meer zu schützen. Von 1973 bis 1975 wurde die Fundstelle durch Anna Ritchie im Vorfeld von Restaurierungen erneut ausgegraben.

## Bauten

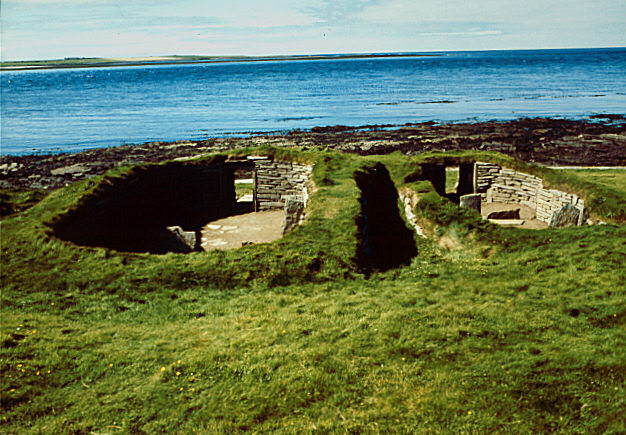
Knap of Howar Houses 1&2 – im Hintergrund die Insel Westray. Der Meeresarm war in der Jungsteinzeit noch Festland.

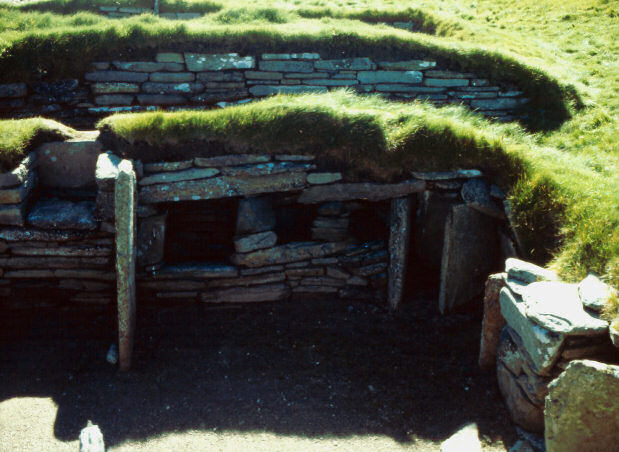
Knap of Howar House 1 – Blick auf die Nordost-Wand

Die Gebäude wurden auf einem 0,4 Meter dicken Abfallhaufen (Muschelhaufen) aus dunkelgrauem Lehm mit eingelagerten Schalen von Krustentieren (zumeist Muscheln) errichtet. Die Mauern sind doppelwandige Trockenmauern aus dünnen Sandsteinplatten (örtlicher Buntsandstein, der „Rousay Flags group“), die Zwischenräume sind mit Abfall verfüllt. Für den Bau der Gebäude entfernte man den inneren Bereich des Muschelhaufen. Die innere Trockenmauer von Haus 1 sitzt auf dem gewachsenen Boden (glazialer Lehm), während die äußere auf Abfallmaterial ruht, wodurch sich ein Niveauunterschied von 35 cm ergibt. Die Häuser sind von Abfallmaterial umgeben.
Gebäude 1 ist rechteckig und hat zwei Räume von 5 × 5,3 und 4,5 × 4,6 m (Innenmaße). Die Mauern sind 1,5–1,7 m dick und bis zu einer Höhe von 1,6 m erhalten. Die 0,75 m lange Eingangspassage ist mit Steinplatten gepflastert. Der Türsturz aus Steinplatten war 1,3 m hoch. Bau 1 ist  mit einem 1,03 m hohen und 0,7 m breiten Durchgang mit Bau 2 verbunden. Dieser Gang war grob gepflastert.
Der dreiräumige Bau 2 wurde als Werkstatt oder Haus interpretiert. Sein trapezförmiger Innenraum misst 7,5 × 3,6–2,6 m. Auf dem Fußboden der Abteilung 2c fand sich eine 2–4 cm dicke Erdschicht mit eingelagerten Aschepartikeln. Im mittleren Raum (2b) war die Siedlungsschicht bis zu 20 cm dick und bestand aus zwei Schichten, die zwei unterschiedlichen Herdstellen entsprechen.
Die niedrigen Eingänge beider Gebäude weisen zum Meer. Es gab keine Fenster; vermutlich wurden die Häuser durch ein Loch im Dach, das den Rauch des Herdes abziehen ließ, erhellt. Ausnehmungen für Balken in den Mauern weisen auf eine hölzerne Dachstruktur hin. Die Inneneinbauten entsprechen denen von Skara Brae. Herde, Raumteiler, Steinkisten und Wandregale sind fast intakt.

## Wirtschaftsweise

Tierknochen der Periode II, Anzahl

Die Abfälle zeigen, dass die neolithischen Siedler Rinder, Schafe und Schweine hielten. Während die Rinder auffallend groß sind, gehören die Schafe einer primitiven Rasse an, die vermutlich noch kein Wollvlies hatte. Angebaut wurde Nacktgerste, gesammelt wurden Schalentiere, vor allem Napfschnecken (Patella vulgata) und Haselnüsse. Gejagt wurden Vögel (Gänse, Schwäne, Kormorane, Möwen, Papageitaucher, Stare, Skua) und Robben. Ob Hirsche auf Orkney oder auf dem schottischen Festland gejagt wurden, ist umstritten. Fische wie Hering, Meeraal (Conger) und Steinbutt müssen von Booten aus gefangen worden sein. Seelachs, Seequappe, Dorsch, Gefleckter Lippfisch (Labrus bergylta) und Aal kommen dagegen in Küstennähe vor und könnten mit Haken oder Netzen gefangen worden sein.

## Kulturelle Einordnung
Die Knap von Howar Häuser sind in ihrem Design auf Orkney und Shetland ungewöhnlich. Rechteckige Gebäude aus Stein oder Holz sind indes für diese Periode im restlichen Schottland und darüber hinaus belegt. Zwei solche parallelen Häuser, durch eine Palisade umschlossen, wurden im Loch Olabhat auf North Uist, auf einer kleinen künstlichen Insel (Eilean Dòmhnuill, dem ältesten Crannóg überhaupt) gefunden. Beim Knap von Howar fehlt das Palisadenelement. Verschiedene Besonderheiten deuten aber darauf, dass es sich bei derartigen Anlagen nicht um Profanbauten handelt. In Balbridie, unmittelbar südlich des River Dee im nordöstlichen Schottland sind die Pfostenlöcher eines großen Holzhauses (englisch The Neolithic Timber Hall) ausgegraben worden, das mit 26 mal 13 m fast die dreifache Größe von Knap von Howar 1 erreicht und das größte frühneolithische Haus Großbritanniens war. Es ist sogar größer als die Langhäuser der frühen Bauern in Kontinentaleuropa. Die Töpferware von Balbridie und vom Knap of Howar besteht aus Unstan Ware. Knap of Howar ist zweiperiodig genutzt worden. Aus Phase 1 ist nur die untere Abfallschicht und eine Steinpflasterung südlich von Haus 1 erhalten. In beiden Schichten wurde Unstan Ware gefunden.
Ähnliche, aber spätere Anlagen (wo dann Grooved Ware gefunden wurde) sind Skara Brae und Barnhouse.